# محطة قطار سيدي عبيد
مَحطة سيدي عبيد هي محطة قطار جزائرية تقع في بلدية سيدي عبد المومن بولاية معسكر .

## موقع في السكك الحديدية
تقع المحطة على خط المحمدية - مستغانم ، حيث تسبقها محطة المحمدية وتتبعها محطة سيدي بنزركة

## تَاريخ المحطة
خلال فترة الاستعمار ، كانت المحطة تسمى محطة Ferme Blanche .
تقع المحطة على ارتفاع 19,85 ميتر ، وقد تم تشغيلها في عام 1879 أثناء افتتاح خط السكة الحديد الضيق القديم بطول 1 055 mm من أرزيو إلى سعيدة ، حيث كانت تقع عند نقطة الكيلومتر (PK) 80,100 ، وتسبقها محطة دبروسفيل ( محطة سيدي بنزرة الحالية) وتليها محطة بيريجو-إيتات القديمة  ,  ,  .

## خِدمة الركاب

### الخدمات
تَخدم محطة سيدي عبيد القطارات الإقليمية على خط المحمدية - مستغانم .

## المُلاحظات والمراجع
1. ↑  Jacques Poggi (1931). Les chemins de fer d'intérêt général de l'Algérie : aperçu historique, organisation actuelle, programme d'avenir. Paris: Larose..
2. ↑  Henri Lartilleux (1949). Géographie des chemins de fer français. Édition Librairie Le Chaix. ج. 3. {{استشهاد بكتاب}}: تجاهل المحلل الوسيط |شهر= لأنه غير معروف، ويقترح استخدام |تاريخ= (مساعدة).
3. ↑  باسكال بجوي  [لغات أخرى]‏؛ Luc Raynaud؛ J-P Vergez-Larrouy (1992). Les chemins de fer de la France d'outre-mer. La Regordane. ج. 2. ص. 272. ISBN:978-2906984134. {{استشهاد بكتاب}}: تجاهل المحلل الوسيط |شهر= لأنه غير معروف، ويقترح استخدام |تاريخ= (مساعدة)صيانة الاستشهاد: أسماء عددية: قائمة المؤلفين (link) صيانة الاستشهاد: أسماء متعددة: قائمة المؤلفين (link) صيانة الاستشهاد: علامات ترقيم زائدة (link).

## أنظر أيضا

### مَقالات ذات صلة
- الخط من المحمدية إلى مستغانم
- خط من وهران إلى قنادسة
- قائمة محطات القطارات في الجزائر

- "SNTF". Société nationale des transports ferroviaires (SNTF). مؤرشف من الأصل في 2025-07-08..

قالب:Desserte gare/début
قالب:Desserte gare
قالب:Desserte gare/fin